# Петросян, Сергей Арсенович
Серге́й Арсе́нович Петрося́н (7 июня 1988, Баку, Азербайджанская ССР — до 24 июля 2017) — российский тяжелоатлет, двукратный чемпион Европы. Заслуженный мастер спорта России(2009). Выступал за ЦСКА.

## Биография
Сергей Петросян родился в Баку, но в 1989 году из-за начала Карабахского конфликта его семья была вынуждена переехать в город Горячий Ключ (Краснодарский край). Начал заниматься тяжёлой атлетикой в 1998 году под руководством заслуженного тренера России Сергея Пойразяна. В 2005 году стал чемпионом Европы среди юношей, а в 2006 году выиграл серебряную медаль на юниорском чемпионате мира. С 2007 года входит в состав национальной сборной России. В том же году победил на чемпионате Европы в Страсбурге, а через год повторил этот успех на чемпионате Европы в Линьяно. Не принял участия в Олимпийских играх в Пекине, так как тренерский штаб российской сборной не стал выставлять в весовой категории до 62 кг представителя России.
Трагически погиб, его тело было обнаружено 24 июля 2017 года в реке около города Горячий Ключ.